# Зайле, Свен
Свен За́йле (нем. Sven Saile) — немецкий кёрлингист.
В составе мужской сборной Германии участник пяти чемпионатов мира (лучший результат - серебряные призёры в 1983) и семи чемпионатов Европы (лучший результат — серебряные призёры в 1989). Чемпион Германии среди мужчин.
Играл в основном на позициях второго.

## Достижения
- Чемпионат мира по кёрлингу среди мужчин: серебро (1983), бронза (1982).
- Чемпионат Европы по кёрлингу: серебро (1982), бронза (1989).

## Команды
| Сезон   | Четвёртый   | Третий            | Второй           | Первый             | Тренер            | Турниры                             |
| ------- | ----------- | ----------------- | ---------------- | ------------------ | ----------------- | ----------------------------------- |
| 1980—81 | Кит Вендорф | Ханс Дитер Кизель | Свен Зайле       | Хайнер Мартин      |                   | ЧМ 1981 (9 место)                   |
| 1981—82 | Кит Вендорф | Ханс Дитер Кизель | Свен Зайле       | Хайнер Мартин      | Отто Даниели (ЧМ) | ЧЕ 1981 (4 место) · ЧМ 1982         |
| 1982—83 | Кит Вендорф | Ханс Дитер Кизель | Свен Зайле       | Хайнер Мартин      |                   | ЧЕ 1982 · ЧМ 1983                   |
| 1983—84 | Кит Вендорф | Ханс Дитер Кизель | Свен Зайле       | Хайнер Мартин      |                   | ЧЕ 1983 (5 место) ЧМ 1984 (5 место) |
| 1984—85 | Кит Вендорф | Уве Зайле         | Свен Зайле       | Андреас Зайлер     |                   | ЧЕ 1984 (4 место) ЧМ 1985 (9 место) |
| 1987—88 | Кит Вендорф | Уве Зайле         | Свен Зайле       | Ханс Дитер Кизель  |                   | ЧЕ 1987 (4 место)                   |
| 1988—89 | Кит Вендорф | Уве Зайле         | Свен Зайле       | Gregor Kunzemüller |                   | ЧЕ 1988 (7 место)                   |
| 1989—90 | Кит Вендорф | Свен Зайле        | Christoph Möckel | Уве Зайле          |                   | ЧЕ 1989                             |

(скипы выделены полужирным шрифтом)